# Gulögd tangara
Gulögd tangara (Pseudospingus xanthophthalmus) är en fågel i familjen tangaror inom ordningen tättingar.

## Utseende
Gulögd tangara är en liten och kompakt tangara i grått och vitt. Ovansidan är brungrå, undersidan ljusare vit och grå. Ögat är synligt ljust gräddfärgat. 

## Utbredning och systematik
Fågeln förekommer i fuktiga områden i Anderna i centrala och sydöstra Peru (Puno), nordvästra Bolivia (La Paz). Tidigare placerades arten i släktet Hemispingus, men genetiska studier visar att den tillsammans med gråkronad tangara endast är avlägset släkt. Dessa har därför lyfts ut till ett eget släkte, Pseudospingus.

## Levnadssätt
Gulögd tangara hittas i höglänt elfinskog och fuktiga buskmarker kring trädgränsen. Där ses den i par eller smågrupper, ofta i artblandade grupper med andra tangaror.

## Status och hot
Arten har ett stort utbredningsområde, men tros minska i antal, dock inte tillräckligt kraftigt för att den ska betraktas som hotad. Internationella naturvårdsunionen IUCN listar arten som livskraftig (LC).